# Estoloides annulicornis
Estoloides annulicornis là một loài bọ cánh cứng trong họ Cerambycidae.